# Alex Trivellato
Alexander „Alex“ Trivellato (* 5. Januar 1993 in Bozen) ist ein deutsch-italienischer Eishockeyspieler, der seit Mai 2022 erneut bei den Schwenninger Wild Wings aus der Deutschen Eishockey Liga (DEL) unter Vertrag steht und dort auf der Position des Verteidigers spielt. Zuvor war Trivellato bereits einmal für die Wild Wings aktiv und verbrachte darüber hinaus mehrere Spielzeiten bei den Eisbären Berlin und Krefeld Pinguinen in der DEL. Sein jüngerer Bruder David ist ebenfalls professioneller Eishockeyspieler.

## Karriere
Alex Trivellato begann seine Spielerlaufbahn beim HC Trento und wechselte 2008 zum SSV Laives. Für beide Klubs spielte er in der italienischen U20-Liga. Im Sommer 2009 zog es ihn über die Alpen nach Deutschland. Nach einem Jahr beim ESV Kaufbeuren in der Jugend-Bundesliga spielte er von 2010 bis 2012 für die Eisbären Juniors Berlin in der Deutschen Nachwuchsliga (DNL).

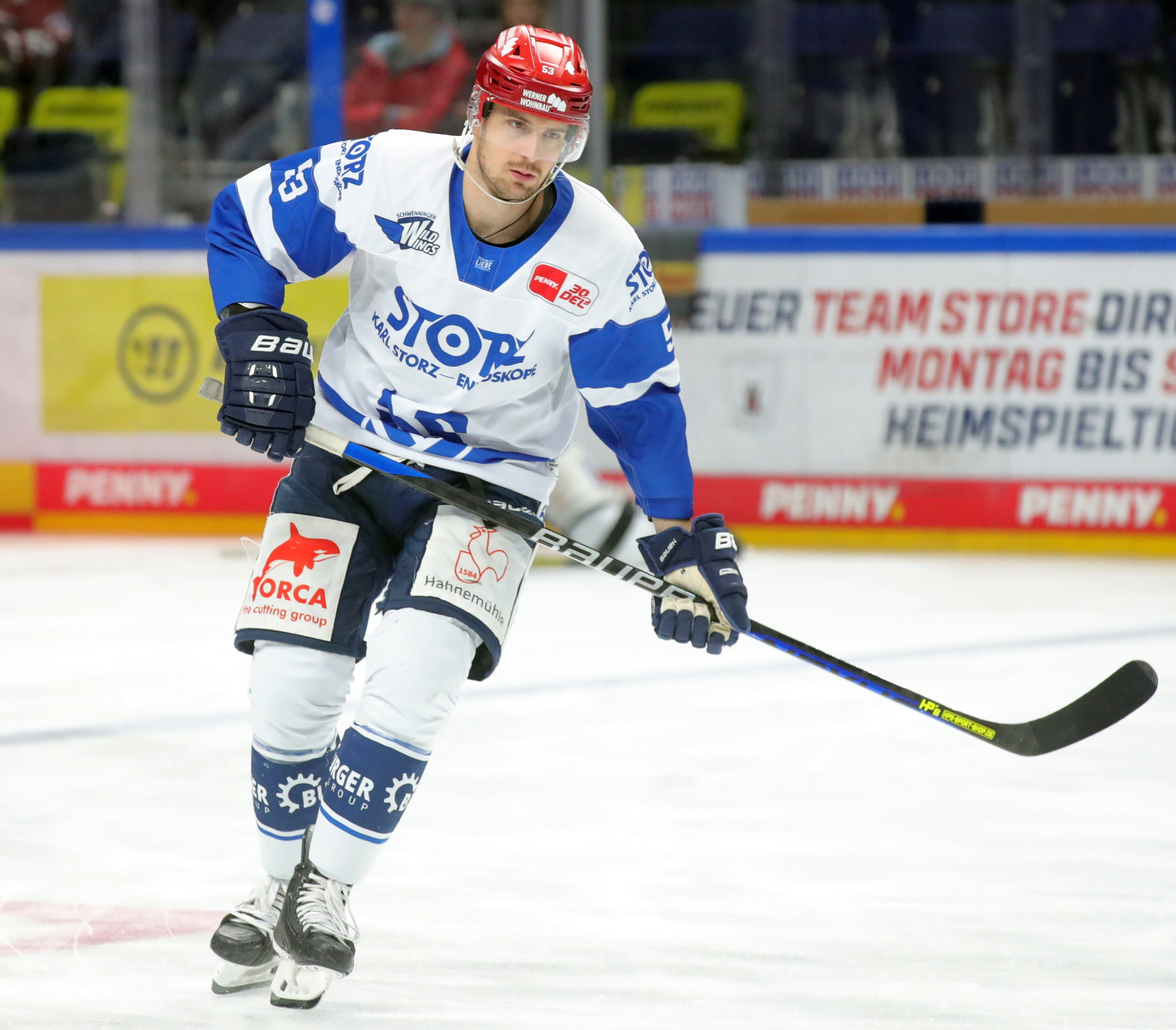
Trivellato im Trikot der Schwenninger Wild Wings (2023)

Nachdem er die Spielzeit 2012/13 beim FASS Berlin in der drittklassigen Oberliga Nordost verbracht hatte, kehrte er zu den Eisbären Berlin zurück und spielte fortan für deren Profimannschaft in der Deutschen Eishockey Liga (DEL). Während der Spielzeit 2014/15 war er vorübergehend an die Dresdner Eislöwen aus der DEL2 ausgeliehen. In der Saison 2015/16 spielte er – ebenfalls auf Leihbasis – bei den Schwenninger Wild Wings, nachdem er kurz zuvor die deutsche Staatsangehörigkeit erhalten hatte. Zu Saisonbeginn 2017/18 lief er für den EC Bad Nauheim in der DEL2 auf, ehe der Verteidiger im November 2017 den Wechsel zu den Krefeld Pinguinen in die DEL vollzog.
Im November 2020 wechselte der Deutsch-Italiener auf Leihbasis zum HC Bozen in die ICE Hockey League, bevor die Krefelder das Leihgeschäft im Februar 2021 durch den Transfer Trivellatos an den schwedischen Klub VIK Västerås HK vorzeitig beendeten. Im August desselben Jahres wechselte Trivellato fest zum Klub aus seiner Geburtsstadt Bozen. Nach einem Jahr beim HC Bozen, in dem er zwölf Scorerpunkte in 44 Partien sammelte, kehrte er in die DEL zurück und wurde abermals von den Schwenninger Wild Wings verpflichtet.

### International

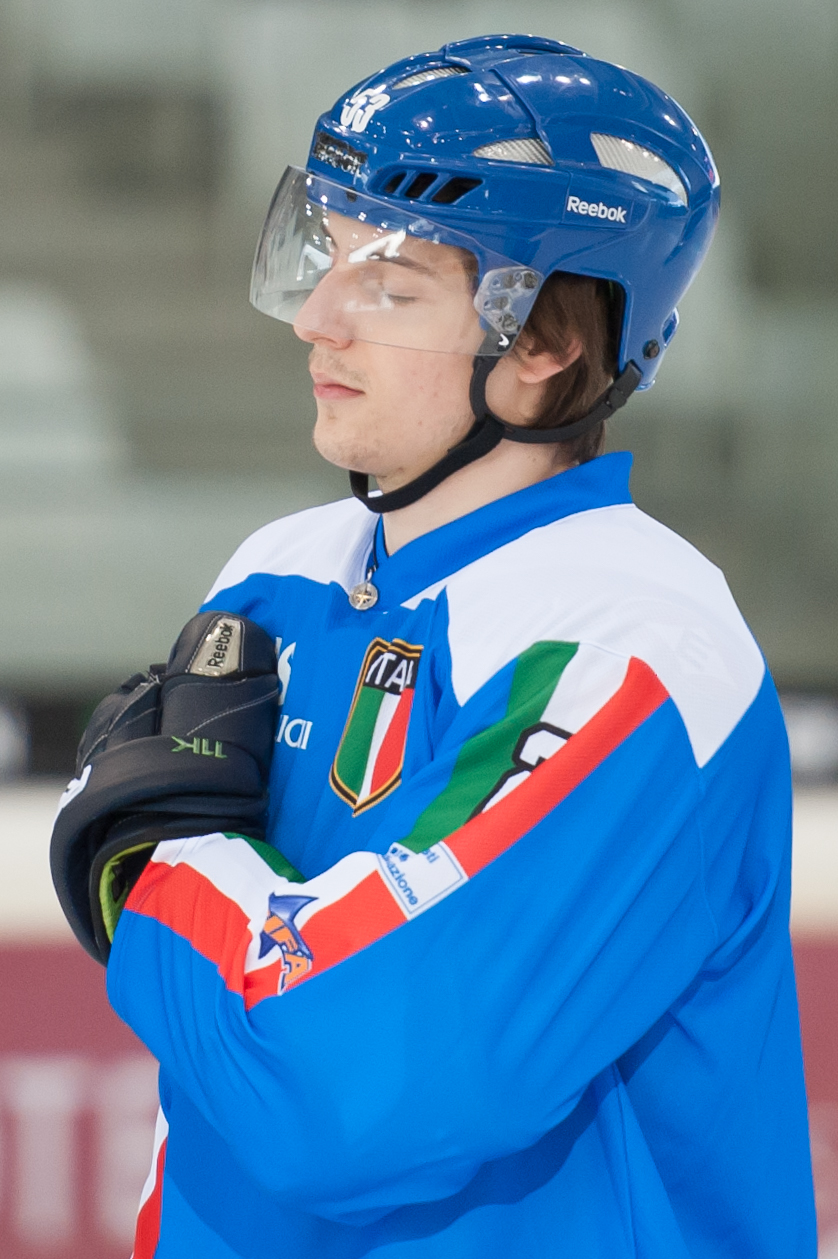
Trivellato als Spieler der italienischen Nationalmannschaft (2015)

Im Juniorenbereich nahm Trivellato für Italien an den U18-Junioren-Weltmeisterschaften der Division I 2009 und 2011 und der Division II 2010 sowie den U20-Junioren-Weltmeisterschaften der Division I 2012 und 2013, als er zum besten Abwehrspieler des Turniers und zum besten Spieler seiner Mannschaft gewählt wurde, teil.
In der italienischen A-Nationalmannschaft debütierte er bei der Weltmeisterschaft 2014 in der Top-Division. Nachdem die Italiener dort die Klasse nicht halten konnten, spielte er 2015, 2016 und 2018 in der Division IA. Bei den Weltmeisterschaften 2019, 2021 und 2022 spielte er dann erneut in der Top-Division. In den Jahren 2023, 2024, als er mit drei weiteren Spielern zu den besten Vorlagengebern des Turniers gehörte, und 2025 nach dem abermaligen Abstieg wieder in der Division IA. Im Jahr 2025 gelang im dritten Anlauf die Rückkehr in die Top-Division.
Zudem vertrat er sein Heimatland bei den Olympia-Qualifikationen für die Winterspiele 2018 im südkoreanischen Pyeongchang und 2022 in Peking.

## Erfolge und Auszeichnungen
| - 2010 Aufstieg in die Division I bei der U18-Junioren-Weltmeisterschaft der Division II, Gruppe A - 2013 Bester Verteidiger der U20-Junioren-Weltmeisterschaft der Division IB - 2016 Aufstieg in die Top-Division bei der Weltmeisterschaft der Division IA | - 2018 Aufstieg in die Top-Division bei der Weltmeisterschaft der Division IA - 2024 Bester Vorlagengeber der Weltmeisterschaft der Division IA (gemeinsam mit drei weiteren Spielern) |

## Karrierestatistik
Stand: Ende der Saison 2024/25

### International
Vertrat Italien bei:
| - U18-Junioren-Weltmeisterschaft der Division I 2009 - U18-Junioren-Weltmeisterschaft der Division II 2010 - U18-Junioren-Weltmeisterschaft der Division I 2011 - U20-Junioren-Weltmeisterschaft der Division IB 2012 - U20-Junioren-Weltmeisterschaft der Division IB 2013 - Weltmeisterschaft 2014 - Weltmeisterschaft der Division IA 2015 - Weltmeisterschaft der Division IA 2016 - Qualifikationsturnier für die Olympischen Winterspiele 2018 | - Weltmeisterschaft der Division IA 2018 - Weltmeisterschaft 2019 - Weltmeisterschaft 2021 - Qualifikationsturnier für die Olympischen Winterspiele 2022 - Weltmeisterschaft 2022 - Weltmeisterschaft der Division IA 2023 - Weltmeisterschaft der Division IA 2024 - Weltmeisterschaft der Division IA 2025 |

(Legende zur Spielerstatistik: Sp oder GP = absolvierte Spiele; T oder G = erzielte Tore; V oder A = erzielte Assists; Pkt oder Pts = erzielte Scorerpunkte; SM oder PIM = erhaltene Strafminuten; +/− = Plus/Minus-Bilanz; PP = erzielte Überzahltore; SH = erzielte Unterzahltore; GW = erzielte Siegtore; 1 Play-downs/Relegation; Kursiv: Statistik nicht vollständig)